# Parc zoologique du Cap Ferrat
Le parc zoologique du Cap-Ferrat était situé entre Nice et Monaco sur la presqu'île du même nom à Saint-Jean-Cap-Ferrat dans le département des Alpes-Maritimes. Il ferme ses portes le 30 septembre 2009, les animaux sont en partie dispersés dans les zoos voisins,.

## Faune
Tigres, lions, zèbres, ours, singes, perroquets, manchots du Cap, pélicans, flamant roses, loutres, wallabies, émeus, rat, chauve-souris, un jaguar…

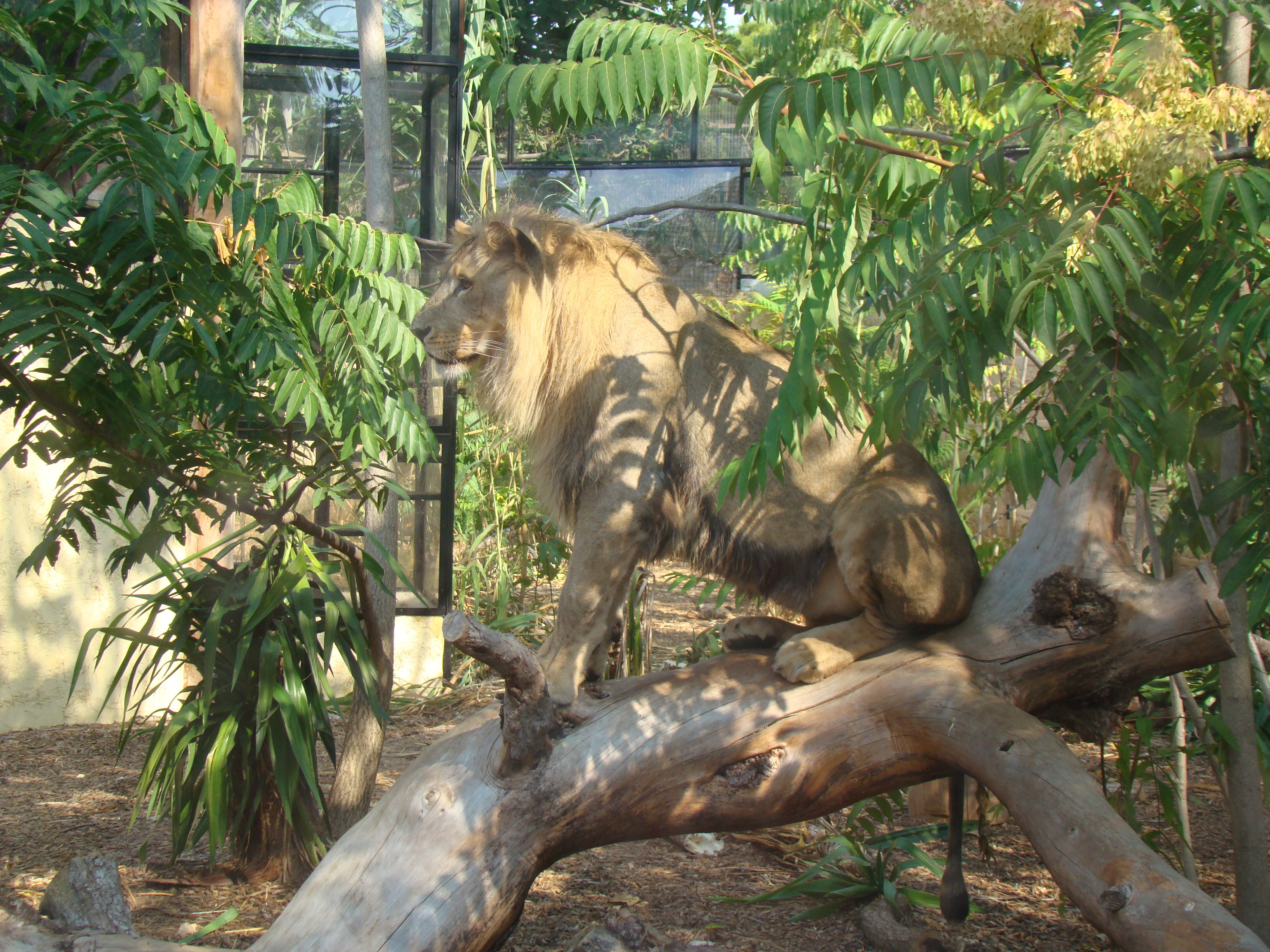
Lion d'Afrique
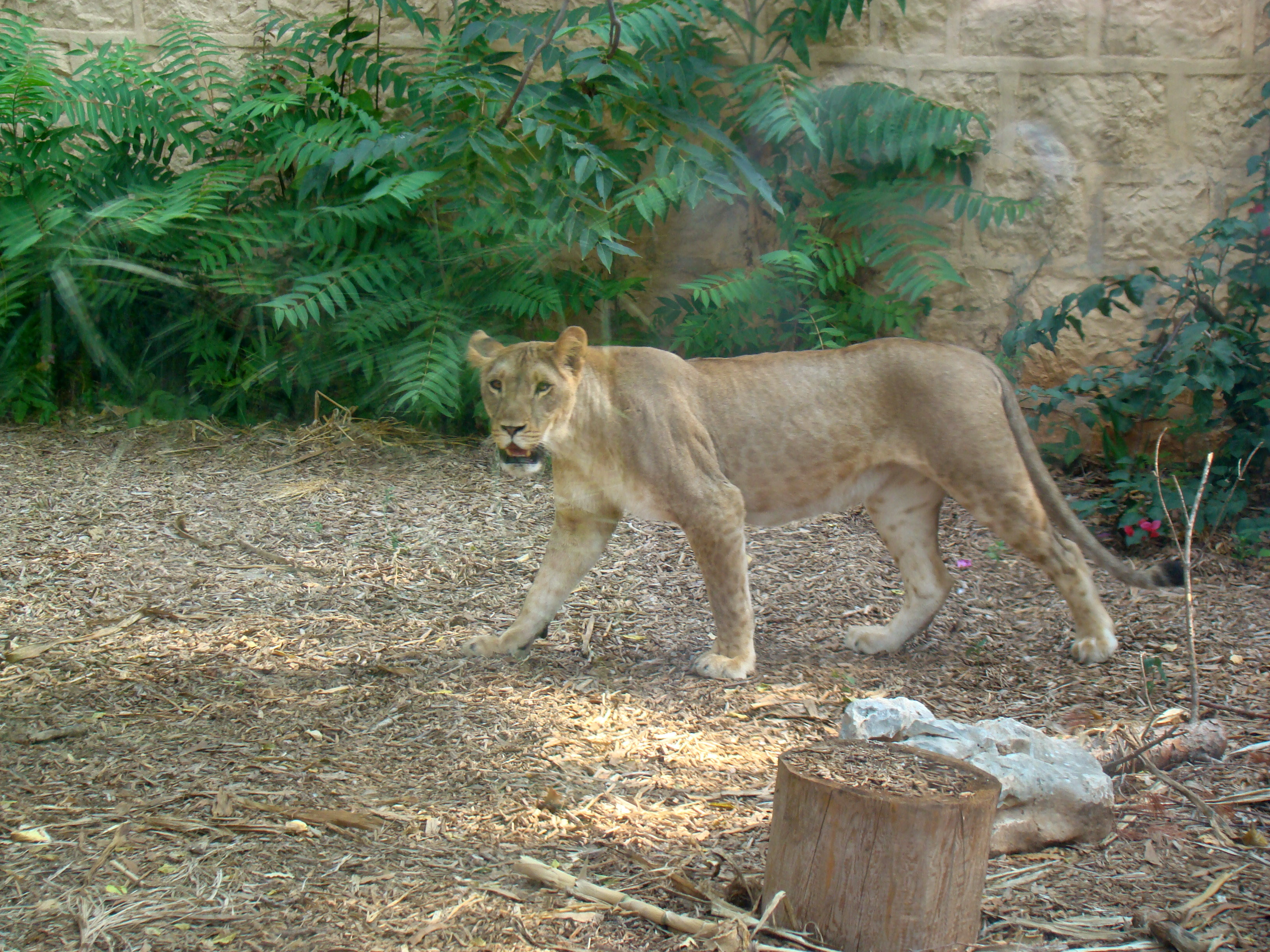
Lionne d'Afrique
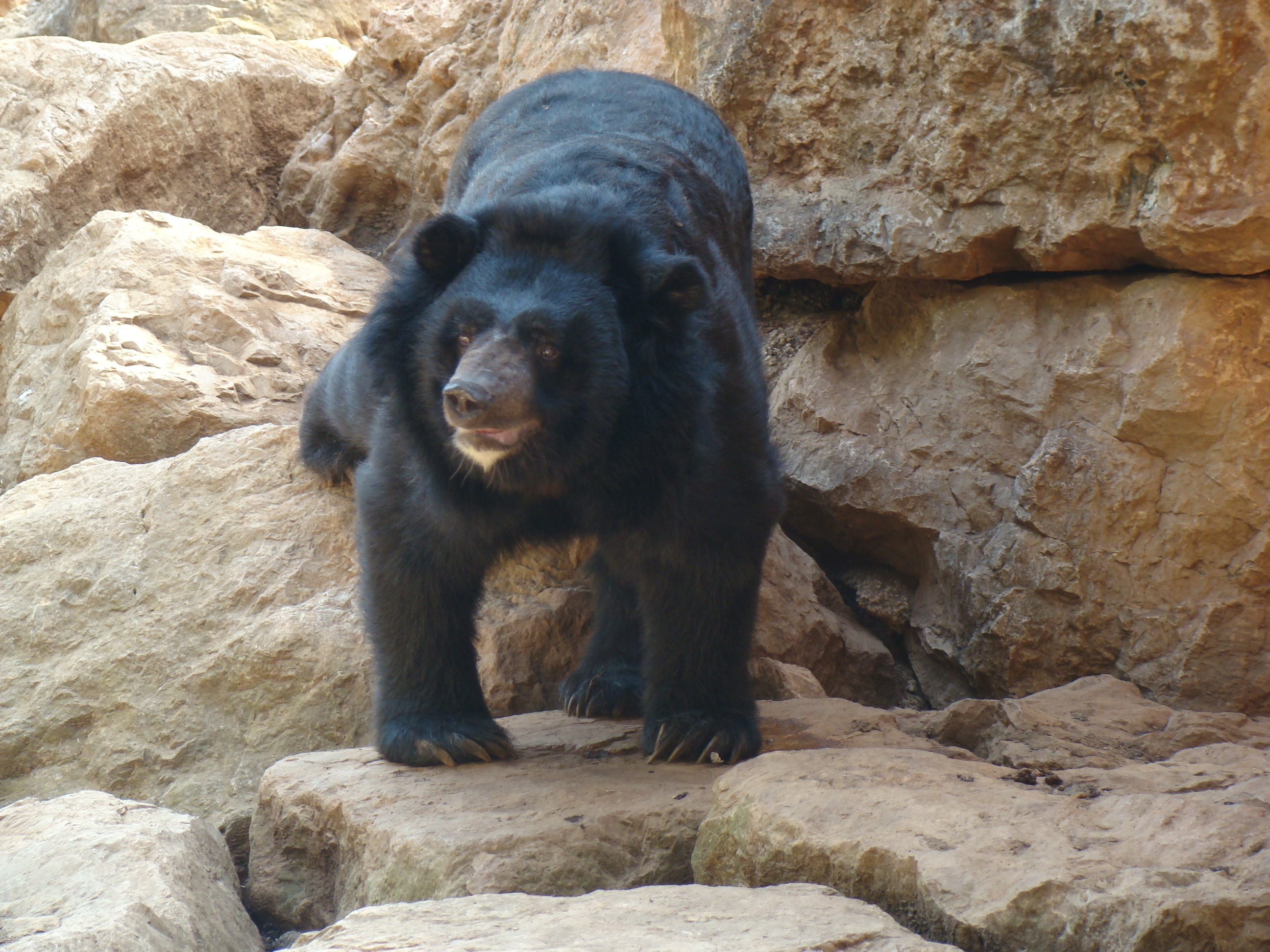
Ours à collier
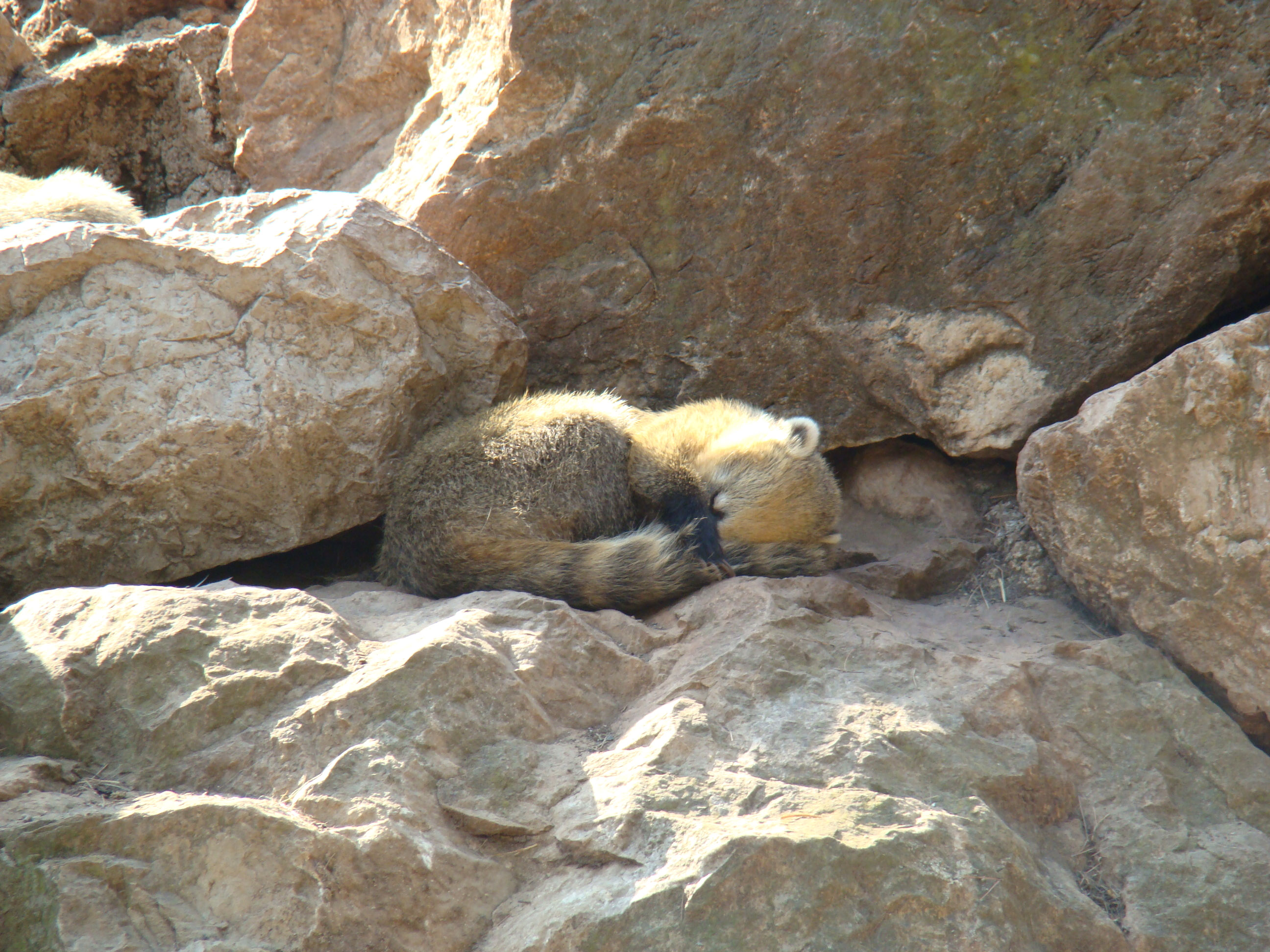
Coati à queue annelée
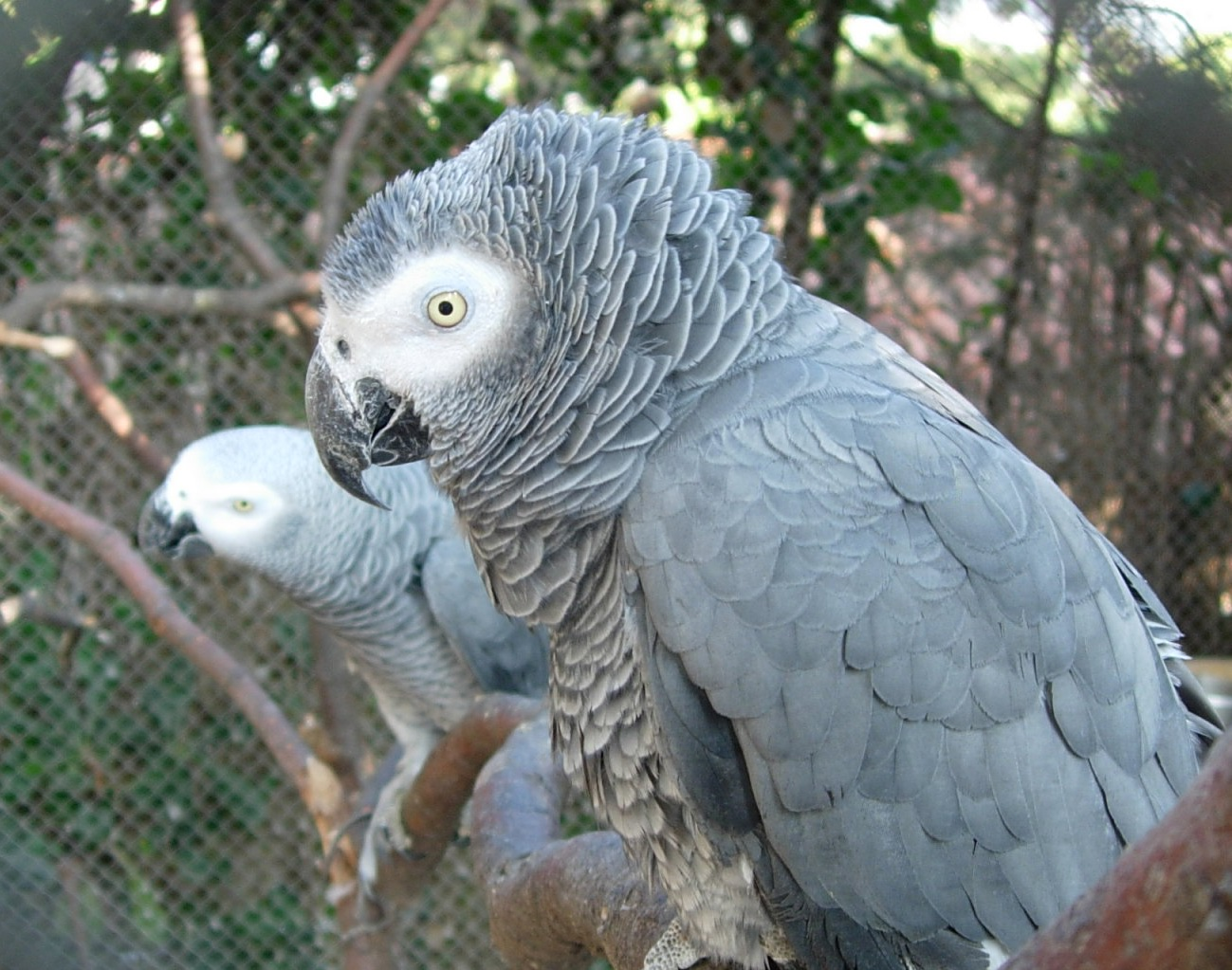
Perroquet gris du Gabon